# Паршино (Тульская область)
Паршино — деревня в Заокском районе Тульской области Российской Федерации (прежние названия: Паршина, Поршино). Входит в Романовский сельский округ Малаховского муниципального образования.

## География
Расположена на севере Тульской области, в северной части Заокского района, в двух километрах от границы с Московской областью. Ближайший крупный город — Серпухов, расположен на северном берегу Оки, в 8 км к северу от деревни. Районный центр пгт Заокский, расположен в 9 км южнее деревни. По дорогам общего пользования путь до районного центра составляет около 11 км, в зависимости от выбранного маршрута.
Деревня расположена на месте впадения безымянного ручья в реку Скнига. В 2 км на северо-западе находится ближайшая железнодорожная станция Приокская Курского направления Московской железной дороги. В 2 км восточнее деревни пролегает старое Симферопольское шоссе, которое через три километра на севере соединяется с федеральной трассой М2 «Крым».
Рядом с деревней Паршино расположены многочисленные населённые пункты и СНТ. С юго-восточной стороны через овраг, расположена деревня Карпищево. В 1 километре на северо-востоке расположена деревня Верхнее Романово, а в 2 км на востоке располагается деревня Нижнее Романово.
Через деревню протекает река Скнига, которая через 6 км на севере впадает в реку Ока.

## История
Деревня с названием Паршино, в Каширском уезде, уже присутствует на карте Московской провинции 1774 года. Согласно Планам Генерального межевания Тульской губернии 1790 года, деревня Паршина Алексинского уезда располагалось при реке Скнига.
В изданной книге Списки населённых мест Российской империи, деревня указана как владельческое сельцо Поршино у реки Скнига, с 23 дворами и 189 жителями.
На Специальной карте Европейской России И. А. Стрельбицкого, составленной в 1865—1871 годах (лист 58, издание 1871 года), деревня указана с названием Паршина. Согласно данным трёхвёрстной Военно-Топографическая карты Российской империи Ф. Ф. Шуберта и П. А. Тучкова деревня также носит название Паршина.
Согласно переизданной карте И. А. Стрельбицкого от 1918 года, деревня Паршина отмечена на ней как селение размером до 30 дворов.
По данным карты РККА, к началу 1940-х годов деревня приобретает своё современное название, Паршино и состоит из 55 дворов.
По данным на 1989 год население деревни составляло около 70 человек.
До революции в деревне располагалась помещичья усадьба. Также в деревне располагалась церковно приходская школа.
После революции и последующей за ней гражданской войной, усадьба была покинута своими хозяевами, а в главном здании усадьбы была открыта школа. С течением времени школа расширялась и к ней пристраивались дополнительные помещения. В конце 1980-х школа была закрыта и разобрана местными жителями на строительные материалы, в дальнейшем школа не восстанавливалась. К началу 2000-х здание превратилось в руины.
Деревня имело выгодное расположение в связи с тем, что располагалась на Серпуховском тракте, который соединял уездные города Серпухов и Алексин.
В советское время в деревне располагался совхоз, который после перестройки прекратил своё существование.

## Население
| 2010 |
| ---- |
| 42   |

## Внутреннее деление
СНТ Березкино .